# Steve Lacy
Steve Lacy (født Steven Norman Lackritz 23. juli 1934 – 4. juni 2004) var en amerikansk sopransaxofonist.
Han spillede i bands med flere betydelige jazzmusikere, og siden 1957 med Thelonious Monk, hvis musik han siden ofte vendte tilbage til, bl.a. i en kvartet med Roswell Rudd fra 1961/64.